# Holubinka sličná
Holubinka sličná (Russula lepida), je nejedlá houba z čeledi holubinkovitých. Vůně holubinky sličné připomíná ovoce, její lupeny chutnají hořce.

## Vědecká synonyma
- Agaricus lacteus Pers.[1]
- Russula incarnata sensu Rea[1]
- Russula lactea (Pers.) Fr.[1]
- Russula lepida var. lactea (Pers.) F.H. Møller & Jul. Schäff.[1]
- Russula linnaei sensu auct.[1]
- Russula rosea Pers.[1]

### Další názvy
- holubinka jitřenková[1]
- holubinka sličná var. žlutá[1]
- holubinka růžová[2]

## Vzhled

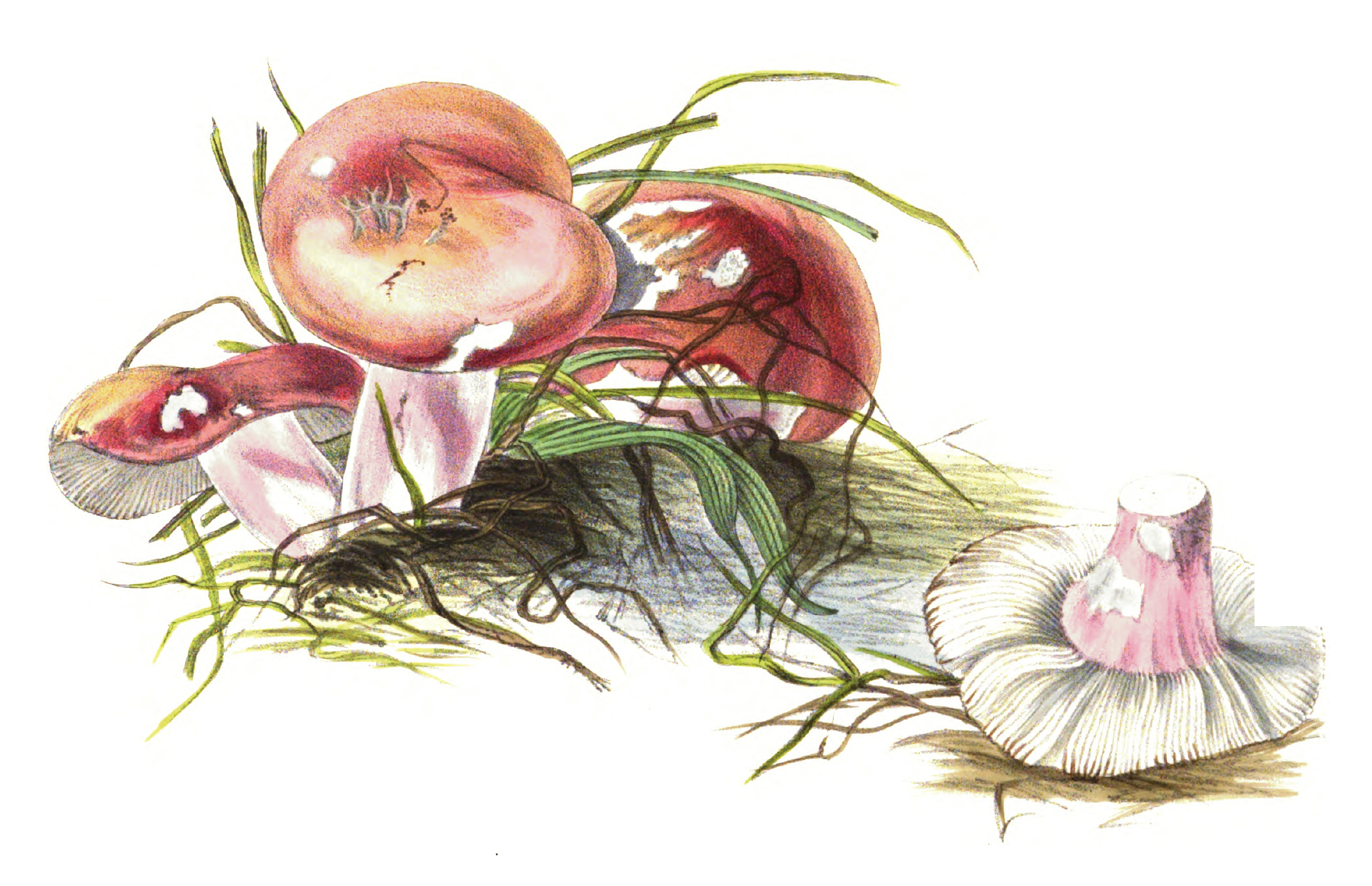
Nákres holubinky sličné

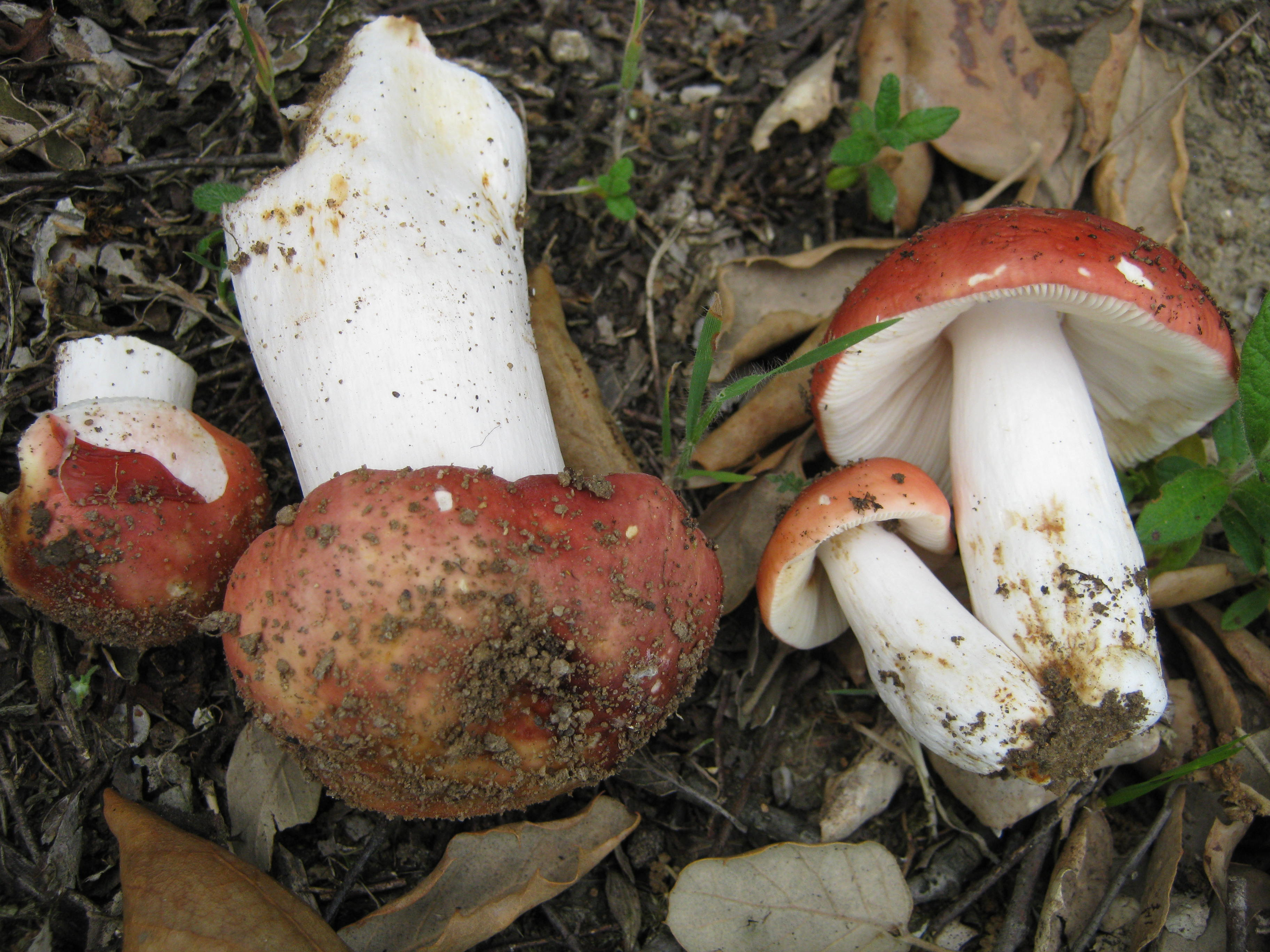
Holubinky sličné

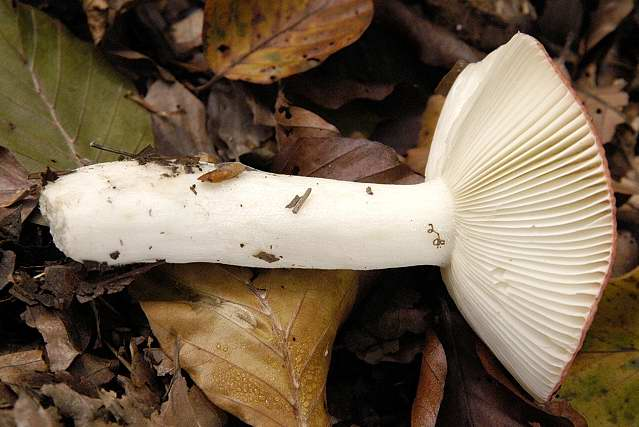
Řez holubinkou sličnou

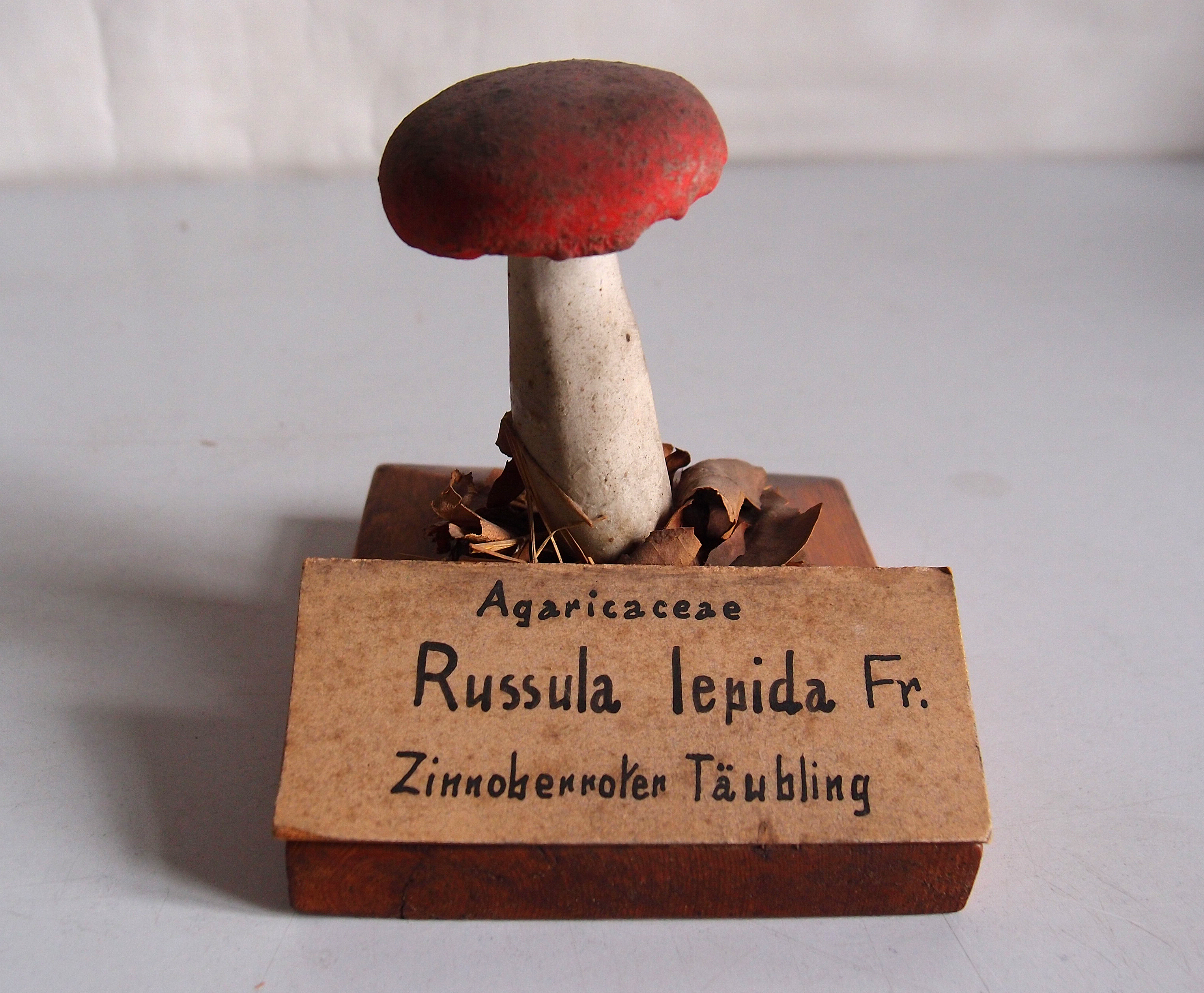
Model holubinky sličné

### Makroskopický
Klobouk má v průměru 50-120 milimetrů, polokulovitý, vyklenutý až plochý, časem se v jeho středu vytváří prohlubeň. Povrch klobouku je hladký, suchý, tvrdý, za sucha odlupující. Barva je světle růžová až načervenalá, vybledající.
Lupeny bohatě větvené, tenké, bílé až smetanové, při okrajích načervenalé, přímo srůstají se tření.
Třeň 50-100 × 10–25 milimetrů, válcovitá, bílá, ve spodní části načervenalá, u starších exemplářů vrásčitá.
Dužnina bílá, pevná, nepoddajná, se slabě pryskyřičnou chutí.

### Mikroskopický
Výtrusný prach má bílou až krémově bílou barvu. Spory jsou elipsoidní, bradavčité, velikost přibližně 8–10 × 7-8 µm.

## Výskyt a ekologie
Hojně se vyskytující téměř v celé Evropě, jednotlivě nebo ve skupinách, ve všech lesích. Typická ektomykorhizní houba. Najdeme ji zpravidla v blízkosti jehličnatých i listnatých stromů, převážně pod buky, často na prosvětlených místech. Vyskytuje se i za suchého počasí, od léta do podzimu.

## Význam
Holubinka sličná je v některých publikacích uváděna jako jedlá, nepříliš chutná, v malém množství vhodná do směsí. Kvůli jejímu obtížnému odlišení od ostatních hořkých druhů nelze její používání doporučit.

## Možnost záměny
- Holubinka nejhořčejší (R. amarissima) má podobnou barvu klobouku, střed bývá okrově skvrnitý. Její dužina chutná obzvláště hořce. S holubinkou sličnou žije často ve společenstvu.[2]
- Holubinka ruměná (R. pseudointegra) má podobnou barvu klobouku. Lupeny dlouho bělavé, ve stáří světle okrové. Třeň není načervenalá. Voní po ovoci, chuť je však velice hořká.[2]